# Антвајлер
Антвајлер (њем. Antweiler) општина је у њемачкој савезној држави Рајна-Палатинат. Једно је од 74 општинска средишта округа Арвајлер. Према процјени из 2010. у општини је живјело 571 становника. Посједује регионалну шифру (AGS) 7131004.

## Географија
Антвајлер се налази у савезној држави Рајна-Палатинат у округу Арвајлер. Општина се налази на надморској висини од 310 метара. Површина општине износи 4,5 km². У самом мјесту је, према процјени из 2010. године, живјело 571 становника. Просјечна густина становништва износи 128 становника/km².